# Pete Visclosky
Peter John "Pete" Visclosky, född 13 augusti 1949 i Gary, Indiana, är en amerikansk demokratisk politiker. Han har representerat Indianas 1:a distrikt i USA:s representanthus sedan januari 1985.
Han studerade vid Indiana University Northwest, Notre Dame Law School och Georgetown University Law Center.
Visclosky besegrade den sittande kongressledamoten Katie Hall i demokraternas primärval inför 1984 års kongressval. Han är en förespråkare av ståltullar.